# Децентрализация во Франции
Децентрализация (фр. décentralisation) — термин, обозначающий политическую концепцию, введённую в действие в 1968-1990 гг. во Франции, а также описание итогов развития экономических и структурных преобразований, с этой концепцией связанных.
Политика децентрализации началась в 1982 году с введением законов Гастона Дефера, министра внутренних дел. До этого момента, в соответствии с законами 1871 и 1884 годов, французские муниципалитеты и департаменты имели ограниченную автономию.
Децентрализация во Франции подразделяется на три категории:
- организационная децентрализация;
- территориальная децентрализация;
- функциональная децентрализация.

## Организационная децентрализация
Процесс передачи власти вновь созданным институтам. Его отличие от акта деконцентрации власти состоит в том, что последний относится к передаче власти внутри уже действующих институтов. Проявлением этой децентрализации является децентрализация Банка Франции и других государственных учреждений (фр. groupement d'intérêt public).

## Территориальная децентрализация
Этот аспект децентрализации направлен на предоставление территориальным коллективам (фр. — регионам, департаментам, коммунам мер ответственности и ресурсов для обеспечения выбора представителей местного населения в органы власти. Отличие от деконцентрации в данном случае состоит в том, что центральное правительство не нацелено на повышение эффективности власти методом передачи полномочий представителю, номинированному из центра (фр. Prefect).
Закон 1982 года, утверждённый правительством Пьера Моруа, ввёл три новых элемента:
- Административное управление Префекта было заменено законодательными проверками, выполняемыми административными судами и региональными судами по аудиту.
- Исполнительная власть департаментов передавалась от Префекта Президенту Советов департаментов.
- Создание Регионов со всеми необходимыми полномочиями и признанием их территориальными коллективами.

## Функциональная децентрализация
Эта сторона децентрализации связана с тем, что центральное либо местное правительство решает не исполнять одно из своих полномочий и передаёт его общественному объединению или квази-автономной негосударственной организации — кванго (фр. quango).
В таком случае общественное объединение получает ясно очерченную функцию и бюджет для её исполнения. Примерами являются университеты или Управление по транспорту в Париже RATP.